# Copalnic-Mănăștur
Copalnic-Mănăștur là một xã thuộc hạt Maramureș, România. Dân số thời điểm năm 2002 là 5847 người.